# Кубок России по кёрлингу на колясках среди смешанных пар
Кубок России по кёрлингу на колясках среди смешанных пар — ежегодное соревнование российских команд по кёрлингу на колясках среди смешанных пар (состоящих из одного мужчины и одной женщины; англ. mixed doubles curling). Проводится с 2023 года (сезон 2023—2024), в первой половине сезона. Организатором является Федерация кёрлинга России.

## Годы, города проведения и призёры
| Год  | Город, даты проведения        | Золото                                             | Серебро                                             | Бронза                                               |
| ---- | ----------------------------- | -------------------------------------------------- | --------------------------------------------------- | ---------------------------------------------------- |
| 2023 | Сочи, 29 сентября — 4 октября | Москва 3 (Ольга Верхотина / Андрей Мещеряков)      | Севастополь (Наталия Кузьминова / Владимир Любович) | Москва 1 (Александра Чечёткина / Александр Шевченко) |
| 2024 | Сочи, 24—29 сентября          | Москва 2 (Александра Чечёткина / Андрей Мещеряков) | Санкт-Петербург (Анна Карпушина / Алексей Любимцев) | Москва 1 (Юлия Никитина / Александр Шевченко)        |

## Медальный зачёт по кёрлингистам
(с учётом результатов Кубка 2024)
|                      | 1 | 2 | 3 | Всего |
| -------------------- | - | - | - | ----- |
| Андрей Мещеряков     | 2 | 0 | 0 | 2     |
| Александра Чечёткина | 1 | 0 | 1 | 2     |
| Ольга Верхотина      | 1 | 0 | 0 | 1     |

|                    | 1 | 2 | 3 | Всего |
| ------------------ | - | - | - | ----- |
| Анна Карпушина     | 0 | 1 | 0 | 1     |
| Наталия Кузьминова | 0 | 1 | 0 | 1     |
| Алексей Любимцев   | 0 | 1 | 0 | 1     |
| Владимир Любович   | 0 | 1 | 0 | 1     |

|                    | 1 | 2 | 3 | Всего |
| ------------------ | - | - | - | ----- |
| Александр Шевченко | 0 | 0 | 2 | 2     |
| Юлия Никитина      | 0 | 0 | 1 | 1     |